# BUNDjugend Bayern
Die BUNDjugend Bayern ist der Kinder- und Jugendverband des BUND Naturschutz in Bayern e. V. (BN) und Landesverband der BUNDjugend.
Gegründet wurde sie 1976 und ist mit derzeit ca. 40.000 Mitgliedern der nach eigenen Angaben größte bayerische Jugendumweltverband. Mitglied der BUNDjugend Bayern ist jede Person, die unter 27 Jahre alt und Mitglied des BN ist. Im Dezember 2023 vollzog der Verband die Umbenennung von "Jugendorganisation Bund Naturschutz" in „BUNDjugend Bayern im BUND Naturschutz“, um die Zugehörigkeit zum Bundesverband der BUNDjugend besser erkennbar zu machen.

## Verbandliche Ziele
Die Jugendorganisation setzt sich für aktiven Naturschutz, Umweltbildung, politische Bildung, Aus-, Fort- und Weiterbildung ein. Außerdem versteht sie sich als Teilnehmerin an öffentlichen Diskursen.

## Gliederung
Lokale Vertretung erreicht die BUNDjugend Bayern durch über 200 Kinder-, Müpfe- und -Jugendgruppen. Diese Dreigliederung besteht seit 1999, als das Müpfeprojekt (für 12- bis 15-Jährige) ins Leben gerufen wurde. Die organisatorische Struktur hat mehrere Ebenen, die Landesebene, mit dem Landesvorstand (Lavo) und deren Beauftragten, die Bezirksebene mit Bezirksjugendleitern (Bezi), der Kreisebene sowie der „Basis“ also den Gruppen und so genannten „freien“ Mitgliedern. Diese Struktur soll für eine gute Zusammenarbeit der Mitglieder und Gruppen auf regionaler und überregionaler Ebene sorgen. Zentrale Koordinationsrolle und Ausgangspunkt vieler Aktionen stellt die Landesstelle in München dar. Der Landesvorstand hat die Aufgabe, sich mit den Zielen und der Leitung des Verbandes zu befassen. Die Bezirksjugendleiter haben die Aufgabe, die Gruppen, die Mitglieder, den Landesvorstand und die Landesstelle zu verknüpfen. Die Aktionen und Veranstaltungen werden von ehren- und/oder hauptamtlichen Mitarbeitern organisiert und durchgeführt. Eine Vielzahl von ehrenamtlichen Arbeitskreisen und Projektgruppen führen auf überregionaler, Gruppen auf regionaler Ebene Aktionen und Veranstaltungen durch, oder kümmern sich um verbandsinterne Angelegenheiten. Zweimal im Jahr findet eine JVV (Jugendvollversammlung) für alle Mitglieder statt, dabei werden die Ziele beschlossen, verantwortliche wie Landesvorstände, Vertreter im BUND Naturschutz und bei der BUNDjugend gewählt und Richtungsentscheidungen diskutiert. Außerdem wird stets ein Rahmenprogramm organisiert und der Einstieg für alle jungen Menschen ermöglicht, die an dem Verband oder der Arbeit interessiert sind.

Presseaktion der JBN gegen Genmanipulation

## Aktivitäten
Die Tätigkeitsfelder erstrecken sich sowohl auf umweltpolitisch motivierte Aktionen als auch auf die Vermittlung verbesserter Naturwahrnehmung und ganzheitlichen Denkens.

### Politische Einflussnahme
Durch zahlreiche Aktionen verschafft sich die BUNDjugend Bayern Aufmerksamkeit regionaler und überregionaler Presse. Dies hat meist den Kontakt zu bedeutenden bayerischen Politikern zur Folge.
Beispielhaft dafür was das Mitwirken am Volksbegehren „Aus Liebe zum Wald“ gegen die Forstreform in Bayern, bei dem mit einem Infobus an knapp 40 Stationen in ganz Bayern auf die Initiative aufmerksam gemacht wurde.

### Zeltlager
Besonderen Stellenwert nehmen auch die alljährlichen Zeltlager ein. So verbuchte das „Eine-Erde-Sommercamp“ 2005 mit über 200 teilnehmenden Kindern und Jugendlichen, und Gästen aus Polen und der Slowakei großen Erfolg.

### Freiwilliges ökologisches Jahr
Seit September 1995 ist die BUNDjugend Bayern neben der Evangelischen Jugend und dem Bund der Deutschen Katholischen Jugend einer der drei bayerischen Trägerverbände des freiwilligen ökologischen Jahres. Derzeit werden dabei von der BUNDjugend Bayern etwa ein Drittel der über 150 junge Erwachsenen bei ihrem Einsatz für den Erhalt der Umwelt in Bayern unterstützt.

### Jahresprogramm
In einem Jahresprogramm werden Veranstaltungen für alle Altersgruppen angeboten. Dabei gibt es Veranstaltungen für Kinder und Kindergruppenleiter sowie für Müpfe, Jugendliche und junge Erwachsene.

## Geschichte

Logo der JBN bis 2023

Die Gründung erfolgte 1976 mit Erlass der ersten Richtlinien der Jugendorganisation Bund Naturschutz (JBN) und Wahl der ersten Landesjugendleitung. Zudem erschien erstmals die Verbandszeitschrift unter dem Namen „Igel“, die vorerst nur an Jugendgruppen versandt wurde. Zwei Jahre später erfolgte die Aufnahme in die Satzung des Mutterverbandes BUND Naturschutz in Bayern e. V. Weitere zwei Jahre vergingen, bis die Jugendorganisation Bund Naturschutz im Mai 1980 vom Bayerischen Jugendring (BJR) anerkannt wurde. Das Jahr 1984 brachte neue Erfolge. Erstmals war es möglich, ein Lager- und Seminarprogramm herauszugeben, zudem wurde die BUNDjugend Bayern Mitglied im Hauptausschuss des BJR. Nicht zuletzt auf Initiative aus Bayern erfolgte die Gründung des Bundesverbands, der BUNDjugend. Im Jahr 1986 zählte man 8000 Mitglieder und den ersten hauptamtlichen Referenten. Fünf Jahre später hatten sich diese Zahlen verdoppelt; anlässlich des 15. Geburtstags feierten von nunmehr knapp 20.000 Mitgliedern 400 Kinder und Jugendliche das „Festival der Zukunft“ im oberbayerischen Königsdorf. Durch die Kooperation mit der slowakischen Organisation Strom Života wurden 1994 erstmals internationale Kontakte konkretisiert. Auf dem „Eine Erde Sommercamp 2005“ wurde wieder einmal eine Begegnung von allen Altersgruppen von 5-jährigen Kindergruppenkindern bis zum 27-jährigen FÖJ'lern sowie Jugendlichen aus Polen und der Slowakei initiiert. Im Jahr 2007 werden die internationalen Kontakte zum Beispiel bei einer Segelfreizeit an der Ostsee und einer Russlandreise weiter ausgebaut. Auch die Multiplikatorenförderung und politische Einmischung etwa bei Gruppenleiterseminaren und Demonstrationen zu aktuellen umweltpolitischen Themen ist wichtig.
Im Dezember 2023 vollzog der Verband die Umbenennung von "Jugendorganisation Bund Naturschutz" in „BUNDjugend Bayern im BUND Naturschutz“, um die Zugehörigkeit zum Bundesverband der BUNDjugend besser erkennbar zu machen.